# Kole Calhoun
Kole Alan Calhoun (ur. 14 października 1987) – amerykański baseballista występujący na pozycji prawozapolowego w Los Angeles Angels.

## Przebieg kariery
Calhoun studiował w Yavapai College, następnie na Arizona State University, gdzie w latach 2009–2010 grał w drużynie uniwersyteckiej Arizona State Sun Devils. W czerwcu 2010 został wybrany w ósmej rundzie draftu przez Los Angeles Angels of Anaheim i początkowo występował w klubach farmerskich tego zespołu, między innymi w Salt Lake Bees, reprezentującym poziom Triple-A. W Major League Baseball zadebiutował 22 maja 2012 w meczu przeciwko Oakland Athletics. 2 sierpnia 2013 w spotkaniu z Toronto Blue Jays zdobył pierwszego home runa w MLB.
W 2015 został wyróżniony spośród prawozapolowych, otrzymując Złotą Rękawicę.

## Nagrody i wyróżnienia
| Nagroda/wyróżnienie | Lata | Źródło |
| Gold Glove Award    | 2015 | [ 5 ]  |